# Аеродром Тјумењ
Међународни аеродром Тјумењ -"Рошћино" (IATA: TJM, ICAO: USTR ) је међународни аеродром  федералног значаја  у граду Тјумењу у Тјумењској области Руске Федерације. Аеродром се налази на  20. месту у земљи по промету путника (2 милиона путника) Званично име је Аеродром   Д. И. Мендељејев  -  „Рошћино“ . То је хаб за авиокомпаније Utair и Јамал .

## Положај
Аеродром се налази у Тјуменској области 13 км западно од града Тјумења .

## Опште информације
„Међународни аеродром Рошћино“ је модеран ваздухопловни комплекс, са две писте (димензија 3003 × 45 м и 2704х50 м) и који може да прима скоро све врсте летелица укључујући широкотрупне Боеинг 747-400 и Боеинг 777.
Први путнички  терминал изграђен је 1968. године. Разлог је био повећање пунтичког саобраћаја због значајног развоја нафтне индустрије у региону. Зграда терминалана је реконструисана 1998. године.  Тада је оформљен и међународни терминал.
У 2016. години, у склопу реконструкције целокупног аеродрома, стара зграда терминала је употупности срушена и на њеном месту је изграђен нови, модеран терминал, укупне површине преко 27 хиљада квадратних метара. 

## Историја
- 1953 - 1960. - Изградња новог аеродрома који би могао да прими тешке летелице попут Ан-22 и Ан-12 за превоз терета северно од регије Тјумењ. Да би се обезбедио ваздушни саобраћај путника на аеродрому, базирани су авиони Ан-24
- 1964. - Аеродром је назван "Рошћино".
- 1966. - На аеродрому Рошћино изграђена је прва бетонска писта.
- 1968. - Пуштен је у рад путнички терминал.
- 1971 - Отворен је први аеродромски хотел.
- 1976 - Писта је опремљена савременом радио и расветном опремом.
- 1988 - Први међународни лет за Немачку.
- 1993. - На аеродрому се десила отмица авиона[6]. Отмичар је осуђен на  12 година затвора[7].
- 1994. - Почели су редовни летови за Немачку на релацији Тјумењ-Штутгарт-Тјумењ.
- 2012 - Почетак изградње новог комплекса путничких терминала.
- 2017 - 17. јануара, након реконструкције  свечано је  отварен нови аеродромски терминал.
- 2019. - 31. маја, аеродром је назван Д. И. Менделеев [4], у октобру је први лет  Боинг 747-400 авиона авиокомпаније Росија  на релацији Тјумен-Јекатеринбург. Крајем године постављен је споменик авиону Ту-134 (број  CCCP-65012) пре уласка на аеродром [8] .

## Статистика
| Година | Укупно путника | % Промена | Домаћих   | Међународних | Авио слетања | Карго (тона) |
| ------ | -------------- | --------- | --------- | ------------ | ------------ | ------------ |
| 2006   | 760,000        | -         | -         | -            | -            | -            |
| 2007   | 862.000        | + 11,8% ▲ | -         | -            | -            | -            |
| 2008   | 905 576        | + 4,8% ▲  | 832 242   | 73 334       | 11 011       | 5,699        |
| 2009   | 785 061        | -15.3%    | 717 405   | 67 656       | 8 656        | 4,629        |
| 2010   | 967 829        | + 18,8% ▲ | 856 641   | 111 188      | 9,149        | 5 553        |
| 2011   | 1,084,419      | + 10,7% ▲ | 943 477   | 140 942      | 9 673        | 2 696        |
| 2012   | 1 239 378      | + 12,5% ▲ | 1,035,052 | 204 326      | 10 329       | 6 635        |
| 2013   | 1 372 621      | + 9,7% ▲  | 1,116,871 | 255,750      | 9,849        | 6 328        |
| 2014   | 1,369,094      | -0,2%     | 1 116 954 | 252 140      | 9 544        | 5 733        |
| 2015   | 1 399 264      | + 2,1% ▲  | 1,258,630 | 140 634      | 9,251        | 4,144        |
| 2016   | 1,530,549      | + 8,5% ▲  | 1,457,800 | 72,749       | 10 775       | 4,320        |
| 2017   | 1 831 652      | + 19,7% ▲ | 1 665 819 | 165 833      | 12 123       | 4,699        |
| 2018   | 1 985 749      | + 8,4% ▲  | -         | -            | -            | -            |
| 2019   | 2,047,500      | + 3,1% ▲  | 1 831 683 | 207 325      | -            | -            |

(Извор - годишњи извештаји „Аеродром Рошћино“ , за 2010 , за 2011 , за 2012 , за 2013 , за 2014 , за 2015 , 2016., 2017.

## Авио-компаније и дестинације

### Домаће дестинације
| Airlines           | Destinations |
| ------------------ | --- |
| Аерофлот           | Москва (Шереметьево), Краснојарск (Јемељяново) |
| Ural Airlines      | Москва (Домодедово) |
| S7 Airlines        | Москва (Домодедово), Новосибирск |
| Utair              | Анапа, Белојарски, Јекатеринбург, Краснодар, Москва (Внуково), Минералније Води, Нижњевартовск, Нови Уренгој, Њагањ, Совјетски, Сочи, Сургут, Урај, Уфа, Ханти-Мансијск                                                                                          |
| Росија             | Санкт-Петербург, Сочи |
| Јамал              | Анапа, Белојарски, Геленџик, Јекатеринбург, Иркутск, Казањ, Краснодар, Краснојарск (Јемељаново), Москва (Домодедово), Надым, Нижњевартовск, Новосибирск, Њижни Новгород, Нови Уренгој, Нојабрск, Салехард, Самара, Санкт-Петербург, Симферополь, Сочи, Чељабинск |
| Red Wings Airlines | Санкт-Петербург, Москва (Домодедово) |
| КрасАвиа           | Братск, Талакан, Уфа |
| Азимут             | Краснодар, Ростов-на-Дону |
| Газпромавиа        | Анапа, Москва (Внуково), Надим, Нови Уренгој, Нојабрск, Уфа, Јамбург |
| Ангара             | Иркутск, Томск |
| Алроса             | Мирни, Москва (Домодедово) |

### Међународни саобраћај
| Airlines           | Destinations                       |
| ------------------ | ---------------------------------- |
| Atlasglobal        | Анталија (сезонски)                |
| Узбекистан ервејз  | Ташкент                            |
| Росија             | Анталија, Ларнака                  |
| Ellinair           | Солун (сезонски)                   |
| Utair              | Баку                               |
| Јамал              | Дубай                              |
| Azur Air           | Дубаи (Ал Мактум), Патаја, Кам Ран |
| Royal Flight       | Дубаи (Ал Мактум)                  |
| Red Wings Airlines | Анталија                           |
| Nordwind Airlines  | Кам Ран, Пукет                     |

## Приступ аеродрому
Из центра Тјумења до аеродрома (и обрнуто) можете стићи аутобусом Авиаекпрес (10) и  аутобусом бр 141 , време путовања експрес - 30 минута, аутобус бр. 141 - 40 минута.

## Инциденти
Дана 2. априла 2012, лет 120, авиокомпаније UTair    срушио се убрзо након полетања са Рошћина. Смртно су  настрадале 33 од укупно 43 особа на лету.